# Australian Open 2013 (turniej legend mężczyzn)
Australian Open 2013 - turniej legend mężczyzn – zawody deblowe legend mężczyzn, rozgrywane w ramach pierwszego w sezonie wielkoszlemowego turnieju tenisowego, Australian Open. Zmagania miały miejsce w dniach 19–24 stycznia na twardych kortach Melbourne Park w Melbourne.

## Drabinka

#### Klucz
- w/o – walkower
- k – krecz
- d – dyskwalifikacja
- Q – kwalifikant
- WC – dzika karta
- LL – szczęśliwy przegrany
- Alt – zawodnik zastępczy
- PR – ochrona rankingu
- SE – specjalna przepustka
- ITF – ranking ITF
- JE – ranking juniorski

### Grupa A
|  |                                | Todd Woodbridge Mark Woodforde | Mansur Bahrami Wayne Ferreira | Jacco Eltingh Paul Haarhuis | Darren Cahill Mats Wilander | Mecze W–L | Sety W–L | Gemy W–L | Miejsce |
|  | Todd Woodbridge Mark Woodforde |                                | 7:6(17), 6:4                  | 7:5, 3:6, 10–3              | 6:2, 6:4                    | 3–0       | 6–1      | 36–27    | 1.      |
|  | Mansur Bahrami Wayne Ferreira  | 6:7(17), 4:6                   |                               | 3:6, 4:6                    | 6:2, 4:6, 10–8              | 1–2       | 2–5      | 28–33    | 3.      |
|  | Jacco Eltingh Paul Haarhuis    | 5:7, 6:3, 3–10                 | 6:3, 6:4                      |                             | 7:6(4), 6:2                 | 2–1       | 5–2      | 36–26    | 2.      |
|  | Darren Cahill Mats Wilander    | 2:6, 4:6                       | 2:6, 6:4, 8–10                | 6:7(4), 2:6                 |                             | 0–3       | 1–6      | 22–36    | 4.      |

### Grupa B
|  |                                 | Goran Ivanišević Cédric Pioline | Guy Forget Henri Leconte | Wayne Arthurs Pat Cash | Thomas Enqvist Fabrice Santoro | Mecze W–L | Sety W–L | Gemy W–L | Miejsce |
|  | Goran Ivanišević Cédric Pioline |                                 | 7:5, 5:7, 10–6           | 6:4, 6:7(8), 5–10      | 6:1, 2:6, 8–10                 | 1–2       | 4–5      | 33–32    | 3.      |
|  | Guy Forget Henri Leconte        | 5:7, 7:5, 6–10                  |                          | 6:7(6), 6:2, 8–10      | 6:4, 4:6, 10–7                 | 1–1       | 3–3      | 35–33    | 2.      |
|  | Wayne Arthurs Pat Cash          | 4:6, 7:6(8), 10–5               | 7:6(6), 2:6, 10–8        |                        | 7:6(5), 6:7(7), 10–7           | 3–0       | 6–3      | 36–37    | 1.      |
|  | Thomas Enqvist Fabrice Santoro  | 1:6, 6:2, 10–8                  | 4:6, 6:4, 7–10           | 6:7(5), 7:6(3), 7–10   |                                | 1–2       | 4–5      | 31–33    | 4.      |